# Мільтон Вієра
Мільтон Вієра (ісп. Milton Viera, нар. 11 травня 1946) — уругвайський футболіст, що грав на позиції півзахисника, нападника. Виступав, зокрема, за клуб «Олімпіакос», а також національну збірну Уругваю.

## Клубна кар'єра
Футболом розпочав займатися у «Насьйоналі». У 1962 році 17-річний Мільтон підписав свій перший професіональний контракт зі столичним клубом. У дорослому футболі дебютував 1965 року виступами за команду «Насьйональ», в якій провів три сезони. У 1966 році допоміг команді виграти Прімера Дивізіон Уругваю. У 1968 році відправився в оренду до «Бока Хуніорс» з Буенос-Айреса. У 1970 році повернувся до Уругваю, де підсилив «Пеньяроль». З 1966 по 1972 рік регулярно виступав у кубку Лібертадорес, у складі «Насьйоналя» та «Бока Хуніорс» зіграв 56 матчів на турнірі, в яких відзначився 6-ма голами. За цей час двічі, у 1967 та 1970 роках, його команда поступалася у фінальному матчі.
Своєю грою за національну збірну Уругваю привернув увагу представників тренерського штабу клубів з Латинської Америки та Європи. У 1972 році залишив Уругвай та виїхав до Греції, де уклав договір з «Олімпіакосом». Влітко того ж року грецький клуб придбав іншого уругвайця, Хуліо Лосаду, завдяки чому адаптація Вієри в новій команді проходила швидше. Також Мільтон став першим футболістом у грецькому чемпіонаті, який раніше виступав у фінальній частині чемпіонату світу. 26 березня 1975 року Мільтон Вієра та Георгіос Делікаріс зіграли за «Олімпіакос» у поєдинку проти решти світу, де грали проти, зокрема, Пеле та Йогана Кройфа. У складі «Олімпіакоса» триразовий чемпіон Греції (1973, 1974, 1975) та дворазовий володар кубку Греції (1973, 1975). Загалом у футболці пірейського колективу у вищому дивізіоні грецького чемпіонату зіграв 112 матчів, в яких відзначився 10-ма голами. Незважаючи на прекрасну гру, яку демонстрував Мільтон, по ходу сезону 1976/77 років отримав важку травму, через що керівництво пірейського клубу вирішило не продовжувати контракту з уругвайцем. Протягом 1977—1979 років захищав кольори клубу АЕК, у футболці якого провів ще 33 матчі у чемпіонаті Греції. У 1978 та 1979 роках разом зі столичним клубом вигравав чемпіонат Греції. У 1978 році також став володарем кубку Греції.
Завершив ігрову кар'єру у команді «Белья Віста», за яку виступав протягом 1981—1982 років.

## Виступи за збірну
1966 року дебютував у футболці національної збірної Уругваю. У складі збірної був учасником чемпіонату світу 1966 року в Англії. На турнірі став першим сином, батько-тренер якого використовував на чемпіонаті світу. Загалом протягом кар'єри у національній команді, яка тривала 1 рік, провів у її формі 5 матчів, відзначився 1 голом.

## Досягнення
«Насьйональ»
- Прімера Дивізіон Уругваю
  -  Чемпіон (2): 1963, 1966
  -  Срібний призер (3): 1962, 1965, 1967

- Кубок Лібертадорес
  -  Володар (2): 1964, 1967

«Олімпіакос»
- Суперліга Греції
  -  Чемпіон (3): 1973, 1974, 1975
  -  Срібний призер (1): 1977

- Кубок Греції
  -  Володар (2): 1973, 1975
  -  Фіналіст (2): 1974, 1976

АЕК (Афіни)
- Суперліга Греції
  -  Чемпіон (2): 1978, 1979

- Кубок Греції
  -  Володар (1): 1978
  -  Фіналіст (1): 1979

«Пеньяроль»
- Прімера Дивізіон Уругваю
  -  Срібний призер (4): 1969, 1970, 1971, 1972

- Кубок Лібертадорес
  -  Володар (1): 1970

- Суперкубок міжконтинентальних чемпіонів
  -  Володар (1): 1969